# Belkania

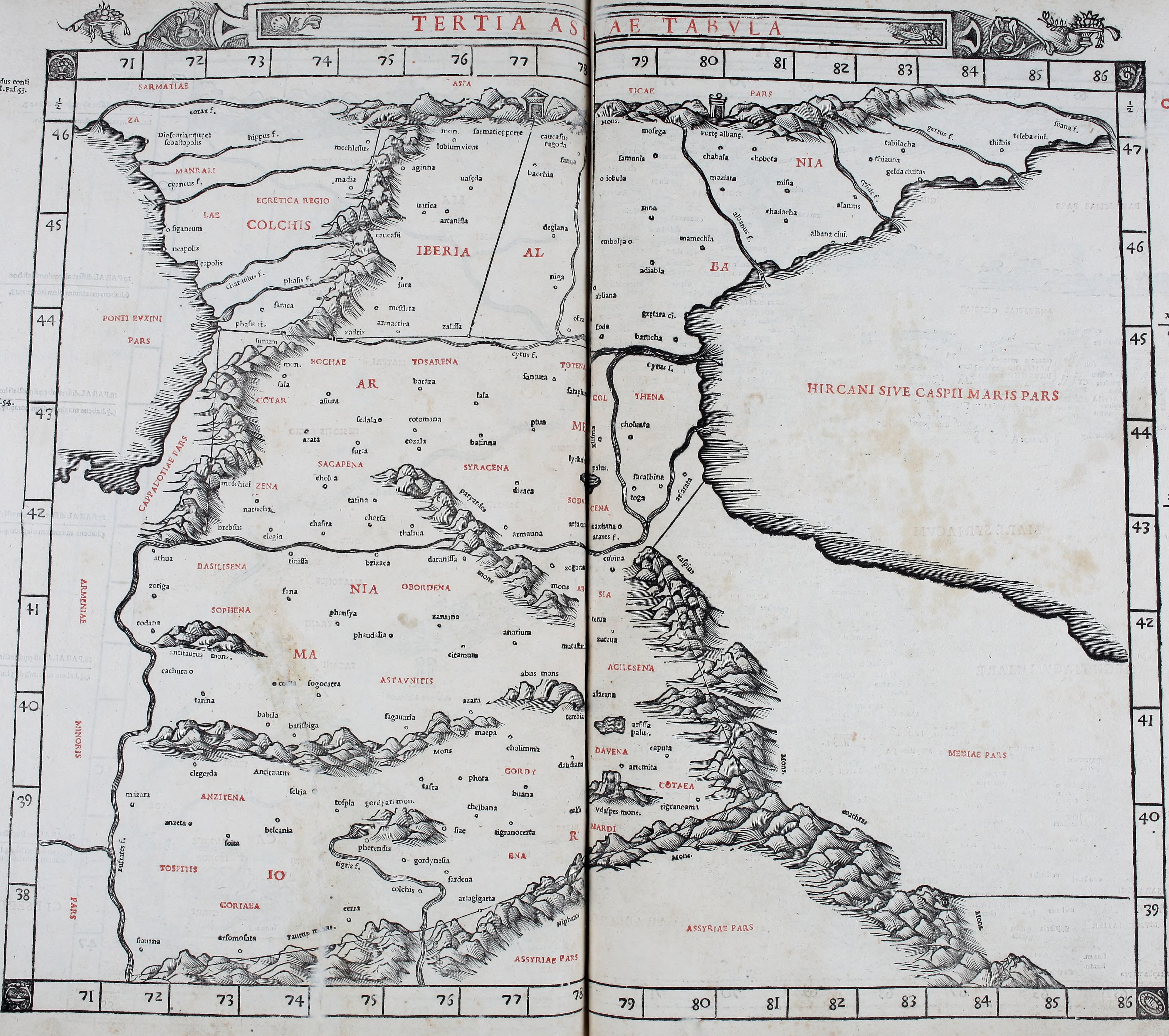
Dritte asiatische Karte des Ptolemaios. Belkania.

Belkania (griechisch Βελκανία; lateinisch Belcania) ist ein Ortsname, der von Ptolemaios in seinem um das Jahr 150 erstellten Koordinatenwerk Geographia als einer der im antiken Großarmenien liegenden Orte (πόλεις) mit 73° 30' Länge (ptolemäische Längengrade) und 39° 40' Breite angegeben wird.
Nach Adolf Baumgartner war Belkania eine Stadt Großarmeniens in der Nähe der Thospitis, der Gegend des Vansees, und lag zwischen den Flüssen Euphrat und Tigris, westlich des antiken Gordiene.